# アイオン・テレビジョン
アイオン・テレビジョン（Ion Television）は、アメリカのE・W・スクリップス・カンパニーの子会社であるカッツ・ブロードキャスティングが所有する放送テレビネットワーク。このネットワークは、1998年8月31日に「パックスTV（Pax TV）」として最初に放送を開始し、主に家族向けのエンターテインメント番組に焦点を当てていた。2005年7月1日に「i:インディペンデント・テレビジョン（i: Independent Television）」（一般に「i」と呼ばれる）に改名され、最近買収された番組や以前に買収された番組を扱う総合エンターテインメントネットワークに変わった。このネットワークは、2007年1月29日に「アイオン・テレビジョン（Ion Television）」としてのアイデンティティを採用し、1つの番組（通常はプロシーデュラルドラマ）の毎日の一気見ブロックで番組を放映した。このネットワークでは、クリスマス前にホリデースペシャルや映画も放送している。
アイオンは、44の直営局と20のネットワーク提携局からなるグループを通じて、また有料テレビプロバイダーやストリーミングサービスでの配信を通じて、アメリカの大部分で利用できる。2014年以来、このネットワークは、有料テレビプロバイダーとストリーミングサービスを介したアイオンのメインネットワークフィードの配信と同じ目的で、ネットワークがメインチャンネルの提携を維持したり、独立した放送局を所有したりすることができない、グレイ・テレビジョンやネクスター・メディア・グループなどの企業が所有するローカルテレビ局のデジタルサブチャンネルを通じて、いくつかの市場での提携配信も増やしている。
このネットワークの放送局は、アメリカの上位20市場全てと、上位50市場のうち37市場をカバーしている。アイオンの直営局は、アメリカの人口の64.8%をカバーしており、これは同国の放送局所有グループの中で群を抜いている。全ての放送局がUHFテレビ帯域で運用されているため、制限に関して割引の対象となる人口の39%をカバーするという法的制限を回避することができる。デジタル時代において、UHF割引の復活は、他の放送グループや大統領政権間のFCC裁定との間で物議をかもしたが、ネットワークの親会社は主に、アナログ時代の知名度の低い都市をターゲットとした低パフォーマンスの放送局や市場の周辺にある放送局を買収したため、アイオン・メディア自体の問題ではなかった。

## 歴史

### PAX（1998年 - 2005年）

ネットワークのオリジナルのロゴはパックスTV（別名パックス、「PAX」として様式化）で、1998年8月31日から2005年6月30日まで使用された。初期バージョン（発売前に使用されたプロトタイプのロゴも）では、「X」の上に鳩が描かれていた。

このネットワークは、ホーム・ショッピング・ネットワークの共同創設者であり、親会社であるパクソン・コミュニケーションズ（Paxson Communications、アイオン・メディアの前身） の会長であるバド・パクソンによって立ち上げられた。当初は「Pax Net（パックス・ネット）」と呼ばれる予定だったが、創設者と企業の親会社、そして「peace」を意味するラテン語の二重参照として、開局直前に「Pax TV（パックスTV）」に改名された（単に「Pax」と呼ばれることが多く、「PAX」として定型化される）。パクソンは、他の放送ネットワークで放映されたテレビ番組はあまりにも不潔で、家族向けではないと感じていたので、代替案として彼が認識したネットワークを形成することにした。新しいネットワークは家族の視聴者に合わせた番組に焦点を当てるため、PAXは主要な民間テレビネットワークよりもかなり保守的な番組コンテンツポリシーを維持し、冒涜、暴力、性的なコンテンツを制限した。したがって、ネットワークが取得した番組の多くは、性的なコンテンツやあからさまな暴力的なコンテンツを削除するように編集されたが、冒涜的な言葉はミュートされた。
ネットワークの最初の提携局の殆どは、パクソンが1995年に立ち上げたネットワークであるInfomall TV Network（インフォモールTVネットワーク、inTV）のパクソン・コミュニケーションズ所有の提携局であり、主にインフォマーシャルやその他の仲介番組に依存していた。1998年晩春から夏にかけて、元『わが家は11人』のスター、リチャード・トーマスが司会を務めた30分のプレビュースペシャルで、ローウェル・パクソンとのPAXの開発と初期番組編成に関するインタビューが取り上げられ、新しいネットワークのチャーターアウトレットになる予定のテレビ局で放映された。
PAXは1998年8月31日に開始され、ネットワークの当初のスケジュールは、その後の数年よりもはるかに大きな範囲だった。開局当初、パックスは、中部時間で平日は11:00から23:00まで、週末は15:00から22:00まで、一般的なエンターテインメント番組を放送していた。当時ディズニーが所有していたアニメーションスタジオDICプロダクションズL.P.との契約により、そのスケジュールには、中部時間の土曜日5:00から10:00までと日曜日6:00から8:00までの『クラウド・ナイン（Cloud Nine）』と呼ばれる子供向け番組ブロックも含まれていた。さらに、このネットワークは、ザ・ワーシップ・ネットワーク（PAXで週7夜夜間番組を放映した）及びプレイズTV（Praise TV、2000年まで中部時間で金曜日と土曜日の23:00 から翌2:00まで放送されていた、ティーンエイジャーやヤングアダルト向けのコンテンポラリー・クリスチャン・ミュージックやその他の信仰に基づく番組を特集していた）とのタイムリース契約を通じて、宗教番組を放映した。残りのスケジュールは有料番組で埋められた。
PAXでの最初の番組編成は、封切りの番組（実話プロフィールシリーズ『イッツ・ア・ミラクル』、ゲーム番組『ザ・リール・トゥ・リール・ピクチャー・ショー』、トーク番組『Woman's Day（ウーマンズ・デイ）』『Great Day America（グレート・デイ・アメリカ）』など）と古い番組の再放送（『ハイウェイ・トゥ・ヘブン』、『陽気なルーシー』、『The Hogan Family』、『デイヴの世界』、『Touched by an Angel』、『キャンディッド・カメラ』の新エピソードと古い再放送を含む、後者は1998年初頭にCBSによってリバイバルシリーズが終了された後、このネットワークに移された）で構成されていた。このネットワークは、番組編成部門であるパクソン・エンターテインメント（Paxson Entertainment）を通じて、『F.B.EYE!! 相棒犬リーと女性捜査官スーの感動!事件簿』、『Doc』、『Mysterious Ways』（NBCで放送）、『Hope Island』、『アナザー・ライフ〜天国からの3日間〜』などのオリジナルドラマシリーズも制作した。PAXはまた、『スーパーマーケット・スイープ』や『Shop 'til You Drop』などのケーブルネットワークで生まれた確立されたゲームの初回リバイバルや、『オン・ザ・カバー（On the Cover）』、『バルダーダッシュ』、『ビート・ザ・クロック』、『ハリウッド・ショーダウン』（番組を放映したゲーム・ショー・ネットワークと連携）の2002年のリバイバル、『ボーン・ラッキー』の再放送などのオリジナルゲーム番組など、多くのゲーム番組を放映した。このネットワークは後に、『ファミリー・フュード』のシンジケート化された復活の再放送を行い（ルーイ・アンダーソン、リチャード・カーン、ジョン・オハーリーがホストとして在職中のエピソードで構成され、元のシンジケーション放送から1年遅れて放映される）、NBCとの提携により、『ザ・ウィーケスト・リンク』（アン・ロビンソンがホストするネットワーク実行とジョージ・グレイがホストを務めるシンジケート版の両方から）と『21』の2000年の復活をもたらした。
1999年9月、NBCはパクソン・コミュニケーションズの株式32%を4億1,500万ドルの転換株で購入し、2002年2月までに持ち分を49%に拡大するオプションがあり、連邦通信委員会（FCC）が設定した所有権規制が変更され、追加のテレビ局を取得できるようになるまで保留された。NBCはその後、2003年11月にネットワークのシェアをパクソンに売却した。
2000年、パクソン・コミュニケーションズは、全国ニュース番組の代わりに、ミシシッピ州ジャクソンに本拠地を置くWeatherVision（主に、社内ニュース部門を運営していない、または別の地方局とのニュース共有契約を維持していない、特定の市場のテレビ局向けの天気予報の挿入物を制作する）と、PAXのエンターテインメントスケジュールの最後に月曜から金曜の夜に放映される5分間の全国予報コーナー『Tomorrow's Weather Tonight』を制作する契約を結んだ。2000年以降、多くのPAXの放送局は地元の主要なネットワーク提携局（ABC、CBS、またはFOXの提携局も含まれていたが、殆どはNBC提携局が関与している）とニュース共有契約を結び、夕方のテープ遅延放送を放送し、一部の市場では提携放送局からの朝のニュース放送を放送した。いくつかのケースでは、契約パートナーがPAXの放送局の生放送ニュース番組を制作した（後者の例として、インディアナポリスのNBC提携局WTHRは、CBS提携局のWISH-TV（現：CW提携局）が、WTHRが1996年以来UPN提携局のWNDY-TV（現：マイネットワークTV提携局）のために制作していたニュース放送の制作を引き継いだ後、2005年2月から6月までPAX O&OのWIPX-TVのプライムタイムのニュース放送を制作した。クリーブランドのNBC提携局のWKYC-TVは、主にアクロン近郊のO&Oの放送地域免許に焦点を当てたWVPX-TVの夕方ニュース番組を制作した）。一部の都市では、主要なネットワーク提携局が、PAXの放送局にエンジニアリングやその他のバックオフィスサービスを提供していた。
視聴率の低さやその他の財政的問題による収入を増やす努力の中で、PAXは2000年代初頭を通じて、一般的なエンターテインメント番組を犠牲にして、有料番組コンテンツの量を徐々に増やした。インフォマーシャルやその他の種類の仲介番組は、ネットワークの放送日に最終的に支配的な形式になり、2005年1月までに、PAXがエンターテインメント番組に割り当てた時間は、平日は6時間（17:00〜23:00）、週末は5時間（中部時間17:00〜22:00）に短縮された。元の番組編成も、ネットワークの番組変更の影響を受けた。PAXは当初、毎シーズン5つか6つの新シリーズを提供していた。しかし、2003年にPAXで放映された新シリーズの数は、国際的支援者であるカナダの放送ネットワークであるCTVが番組の制作から撤退した後、2005年に終了された『F.B.EYE!! 相棒犬リーと女性捜査官スーの感動!事件簿』と、2004年にPAXの国際放映後に終了された『Doc』の2つにまで減少した。ネットワークは、1年後に7つのシリーズがPAXの2004年〜2005年スケジュールに到達した時に回復したようである。

### i（2005年 - 2007年）
2005年6月28日、パクソン・コミュニケーションズは、「全国の視聴者にリーチしたいプロデューサーやシンジケーターに独立した放送プラットフォームを提供する」という新しい戦略を反映するために、PAXを「i:インディペンデント・テレビジョン（i: Independent Television）」（一般に単に「i」と呼ばれ、様式化されている）にブランド変更すると発表した。移行が完了した後、ネットワークは「パックス」ブランドの下、デジタルサブチャンネルの1つを介して放送し、一部の有料テレビプロバイダーとストリーミングサービス（以下を参照）で番組を放送し続けた。
また、ブランド変更により、インフォマーシャルは、ネットワークが2010年1月に廃止されるまで、地元の「i」直営局及び提携局の第4のデジタルサブチャンネルで完全な24時間スケジュールを実行し始めたザ・ワーシップ・ネットワークからの夜間番組に取って代わったなど、番組ラインナップにいくつかの変更が加えられた。さらに、『Tomorrow's Weather Tonight』とネットワーク提携のニュース番組の再放送は、2005年6月30日のブランド変更の前日に終了された（ただし、ネットワークの親会社が所有していないいくつかの放送局は、2015年1月現在、NBC提携局のWAVEからニュース番組を放映し続けているケンタッキー州ルイビルのWBNAなど、主要ネットワークの放送局とのニュース共有契約を保持している）。ネットワークはその形式をほぼ完全に1960年代から1990年代のテレビシリーズの再放送（『農園天国』、『アーメン』、パックスのホールドオーバー『Dr.マーク・スローン』など）に移行し、長編映画、かつてのパックスのテレビシリーズの再放送（『Doc』など）、パックスの名残りシリーズ『アメリカズ・モスト・タレンテッド・キッド』の最初のエピソード（そしてその後の再放送）もスケジュールの一部に含まれていた。次に、ネットワークは、番組コンテンツの標準を他の放送ネットワークと同様のものに適合させた。2005-2006年のシーズン中、ネットワークは、6エピソードしか続かず、『ドーソンズ・クリーク』と『ワン・トゥリー・ヒル』の模倣が不十分であると批判されたティーンドラマ『パルメット・ポイント』という、「独立した放送プラットフォーム」であるネットワークの新しい使命を満たす新しいシリーズを1つだけ立ち上げた。ネットワークは、2006-2007年シーズンの再放送のラインナップに完全に行った（「Health Report」及びiHealthという名前でブランド化されたスペシャルを除く）。
この時代のある時点で、ネットワークは、ネットワークの放送日の2/3であり、ネットワークは従来の番組で初期のフリンジとプライムタイム期間のみを編成した1日あたり18時間の有料番組を編成した。
2005年11月、NBCユニバーサルは、パクソン・コミュニケーションズの支配権を購入する譲渡可能なオプションを付与された。このオプションが行使された場合、NBCは約63の「i」直営局を取得したことになる（ただし、市場に最低20のフルパワー放送局が存在するか、放送局の1つがサテライトである場合を除き、放送局が同じ市場で2つ以上のテレビ局を所有することを禁止するFCCの規則により、売却されたネットワークのO&Oと共に「i」または2002年4月にNBCが買収した（ヴィヴェンディ・ユニバーサルとの合併前）スペイン語ネットワークのテレムンドのいずれかが強制的に売却される可能性があった）。合意の一環として、ローウェル・パクソンはパクソン・コミュニケーションズの会長としての地位を辞任した。2006年4月、「i」が債権者に2億5,000万ドル以上の債務を負っているという報道が公表された。スタンダード&プアーズは2008年3月に、債権者に8億6,700万ドルの債務を負っており、債券の格付けはCCC+/Outlook Negativeであり、はるかに高い債務を報告している。
ウェブサイトの声明によると、ディレクTV（皮肉なことに、フルタイムの有料番組で構成された複数のネットワークを持っていたし、今も持っている）は、2006年2月28日に「i」との搬送契約を終了する予定であった。衛星プロバイダーは、「[「i」ネットワークの]番組の殆どはインフォマーシャルやその他の宣伝番組で構成されている」と述べたが、ネットワークの幹部は以前、「一般的な家族向けのエンターテインメントで構成される」と約束していた。ピーク時には、インフォマーシャルの時間は、ネットワークの放送日の18時間、または168時間の放送週の126時間にまたがっていた。ディレクTVの経営陣をなだめるために、ネットワークは放送番組の方向性に反するプロバイダー向けにネットワークの二次フィードを開始し、有料の番組時間を古いパブリックドメイン番組に置き換え、パックスTVのオリジナルシリーズを終了した。その後、2006年5月にディレクTVとパクソンは新たな搬送契約に達した。
2006年9月、「i」は、NBCユニバーサル及びスコラスティック・エンターテインメント（Scholastic Entertainment）とのパートナーシップの一環として、子供向け番組ブロックであるQuboを立ち上げた。

### アイオン・テレビジョン（2007年 - 現在）

2016年から2021年までのアイオン・テレビジョンのロゴ。このロゴは、下に「TELEVISION」がないだけでまだ使用されている。このロゴは今でもコマーシャルやウェブサイトで使用されている。

2007年1月29日、ネットワークは再びその名前を「アイオン・テレビジョン（Ion Television）」に変更した（親会社の名前がアイオン・メディア・ネットワークス（Ion Media Networks）に変更されたため）。ブランド変更の数日後、カリフォルニア大を拠点とするエンターテインメントグループのポジティブ・アイオンズ株式会社（Positive Ions, Inc.）は、同ネットワークが「Ion」のブランドを盗んだと主張して、アイオン・メディア・ネットワークスに対して商標侵害訴訟を起こした。ポジティブ・アイオンズは、「Ion」という言葉を商標として登録しており、1999年からこの商標を商業的に使用していた。2007年5月14日、ポジティブ・アイオンズは仮にアイオン・メディア・ネットワークスに社名を再度変更することを要求する差し止め命令を申請した。2007年5月4日、アイオン、シタデル・インベストメント・グループ、NBCユニバーサルは、シタデルがアイオンの成長とデジタル計画に1億ドルを投資するのと引き換えに、アイオンの支配権を購入するNBCユニバーサルの権利をシタデルに譲渡する契約を発表した。
アイオン・テレビジョンの番組は、殆どの場合、ブランド変更後も変更されておらず、ネットワークは、「i」ブランドの下でサインしたコンテンツ契約からの番組編成を引き続き特集した（『Who's the Boss?』、『Mama's Family』、『愉快なシーバー家』、『素晴らしき日々』など）。ネットワークはまた、アフリカ系アメリカ人の視聴者を対象としたコメディシリーズの再放送を特徴とする『ラフ・アタック（Laugh Attack）』と呼ばれる午後遅くのシットコムブロックを放映した（元々は『Hangin' with Mr. Cooper』と『ウェイアンズ兄弟』で構成され、後者は後に『スティーブ・ハーヴェイ・ショー』に置き換えられた）。
2008年1月、アイオン・メディアとコムキャストはアイオン・テレビジョンの放送を継続し、ケーブルプロバイダーのチャンネルラインナップにQuboとアイオン・ライフを追加する契約に達した。

#### 2008年の刷新
2008年5月1日、アイオン・テレビジョンはマンハッタンのニューヨーク公共図書館で2008-2009年シーズンの番組を発表する事前プレゼンテーションを行った。番組買収の発表に加えて、ネットワークの新しいロゴ（「ion」書体の横に疑似ピリオドとして陽イオン記号を組み込んだワードマーク）とスローガン「Positively Entertaining」（イオンは正または負の電荷を持つ原子または分子であるため、一種の言葉遊び）を発表した。
2008年9月8日のブランド変更により、ネットワークは焦点を一新し、18歳から49歳までの成人の重要な人口統計を強調し、若い成人向けの最近獲得した番組（『ボストン・リーガル』、『NCIS 〜ネイビー犯罪捜査班』、『クリミナル・マインド FBI行動分析課』）を放送した。
この時点までに、ネットワークは番組編成をシフトして、獲得したシリーズの拡張ブロックを特集した（主にドラマシリーズで構成されており、ホームコメディはますますスケジュールの不可欠な部分になりつつある）。また、2008年1月の午後遅く（中部時間15:00～17:00）に2時間の番組のブロックを追加することから始めて、5年間にわたって昼間と後半のフリンジ/初期の墓場の期間にさらに拡大して、エンターテインメント番組に専念する時間数を徐々に拡大し始めた（ただし、これにより、ネットワークは、スケジュールを埋めるためにはるかに大きなシリーズのラインナップを取得する代わりに、比較的小さな番組の在庫の定期的にスケジュールされたマラソンスタイルのブロックへの依存を増やすことになった）。1980年代と1990年代の古い映画のリリースと共に、より最近の劇場公開された長編映画もラインナップに追加された。
2009年4月、アイオン・メディア・ネットワークスが再び貸借対照表の問題に直面していることが発表された。『ウォール・ストリート・ジャーナル』によると、同社は、2009年4月の時点で27億ドルに上る多額の負債を再構築するための取り組みとして、貸借対照表の「包括的な資本増強」について貸し手と話し合っていることを明らかにした。
ネットワークは、2009年1月28日に、720p形式での高解像度運用を開始すると発表し、当初の開始日は同年2月16日だったが、6月12日に全国的なデジタルテレビへの移行を後押ししたDTV遅延法が可決された後、2009年3月16日に延期された。殆どのアイオンの放送局は、2月下旬にメイン信号を480i標準解像度から720p HDに切り替え始めた。黒のピラーボックスではなく青のピラーボックス4:3番組編成という初期の決定は、黒のカラーリングが業界標準になったため、最終的に放棄された。マルチキャストサービスとしてネットワークを運ぶ一部のアイオン所有及び提携局は、引き続き480iワイドスクリーンのネットワークを無線で搬送した。
2009年5月19日、アイオン・メディア・ネットワークスは第11章破産保護を申請し、アイオンネットワークは史上2度目の破産に追い込まれた。同社は、27億ドルのレガシー債務と優先株を全て消滅させ、1億5,000万ドルの新たな資金調達コミットメントで会社の資本を増強する、第一順位担保債務の60%の保有者と合意に達していた。同年7月15日、RHIエンターテインメントはアイオン・メディア・ネットワークスとの論争を解決するための和解契約を締結し、RHIとアイオンの間の番組配信契約は終了した。
2010年11月、アイオン・テレビジョンは、感謝祭の後の週末（2013年は連休前の週末に放送）からクリスマスの日の間に放映されるクリスマスをテーマにした映画の形で、毎年最大5本の映画がネットワークで初公開される最初のテレビ向け映画の放映を開始し、放送中のプロモーションで「オリジナル映画」として宣伝されているが（2012年の映画「Anything But Christmas」は、これまでに放映された唯一の映画で、アイオン・テレビジョンが実際に制作に関与した）、殆どの映画は、リアル・ワン・エンターテインメント（Reel One Entertainment）、ハイブリッド有限責任会社（Hybrid, LLC）、ザ・カーテル（The Cartel）、バンクーバーを拠点とするマルビスタ・エンターテインメント（Marvista Entertainment）などの独立した映画・テレビスタジオによって、ネットワークの財政的関与無しに制作されている（アイオンは、シンジケート化された映画パッケージを介して配布されるか、他のネットワークによって運ばれる殆どの映画に対する独占権を維持しない）。2015年にこれらのテーマのテレビ映画を他の休日に拡張し、ロマンス映画「Meet My Valentine」（ネットワークのバレンタインデー番組編成スレートの一部として放映された）と「You Cast a Spell on Me」（『ウィックド・ウィーク（Wicked Week）』ハロウィンブロックの一部として放映された）を初公開した。

### スクリップスによる購入
2020年9月24日、E・W・スクリップス・カンパニーはアイオン・メディアを26億5,000万ドルで買収することに合意した。2021年1月7日に完了したこの取引により、アイアン・テレビジョンとその姉妹ネットワークは、バウンスTVとコートTVをはじめとする5つの専門ネットワークを既に運営している、スクリップスの子会社であるカッツ・ブロードキャスティングに吸収された。アイオン・テレビジョンの番組編成に関して、スクリップスは現状維持を表明しており、オリジナルコンテンツに投資したり、チャンネルのオフネットワーク番組アプローチから逸脱したりする予定はない。FCCの承認を得るために、スクリップスは23のアイオン・テレビジョンの放送局をインヨー・ブロードキャスト・ホールディングスに売却した。

## 番組
アイオンは、毎日東部時間6:00から翌2:00まで（エンターテインメント番組スケジュールは13:00に開始し、クリスマスから元日まで翌1:00に終了する）、直営局と提携局に一般的なエンターテインメント番組を提供し、残りの空いた時間は有料番組で埋めている。FCCの教育番組要件に準拠した番組を特徴とするスティーブ・ロットフェルド・プロダクションズの『ファインディング・スタッフ・アウト』、『サイエンス・マックス』（過去2回のQuboシリーズ）、エクスプロレーション・ステーションの子供向け番組ブロックは、毎週金曜日の東部時間7:00に3時間放送される。夜間の4時間は、過去に放映された有料番組スケジュールの比較的小さな部分である補償付きの宗教的または商業的な有料番組で編成されている。
アイオン直営局及び提携局は、かつては、広報ガイドラインを満たすために、平日朝に限られたローカル番組を提供していた。これには、完全にローカルで制作するものから、代わりに地元の医師や専門家が地域固有の健康アドバイスを提供したり、そのサービスを宣伝したりするためのコマーシャル枠が割り当てられているアイオン・ライフをソースとする番組まであった。この番組編成は、2019年にFCCによってメインスタジオルールが廃止され、アイオンの放送局がこの要件から解放されたため終了した。アイオンはまた、番組プレビューとティーボのデジタルビデオレコーダー用のデバイスチュートリアルを配信するために特別にコード化された毎週の30分のコンピレーション番組（通常、ネットワークの指定された有料番組時間内の水曜日または木曜日の夜中に放送される）『Teleworld Payed Program（テレワールド・ペイド・プログラム）』の無線放送配信ポイントとしても機能した。2011年には、9月初旬にFOXの新しいホームコメディ『New Girl / ダサかわ女子と三銃士』のパイロット版を試写するためにこの時間が使われ、9月20日の実際のFOX初放送に先立って行われた。ティーボは、ブロードバンドが普及して終了するほどになったため、2016年に番組を終了した。
アイオン・テレビジョンが放送する殆どの番組は、NBCユニバーサル・テレビジョン・ディストリビューション（現：NBCユニバーサル・シンジケーション・スタジオズ）、20世紀フォックステレビジョン（現：20th テレビジョン）、CBSテレビジョン・ディストリビューション（現：CBSメディア・ベンチャーズ）、またはワーナー・ブラザース・テレビジョン（現：ワーナー・ブラザース・テレビジョン・スタジオズ）のいずれかによって配信されている。アイオン・テレビジョンは、ユニバーサル・ピクチャーズ、パラマウント・ピクチャーズ、20世紀スタジオ、ワーナー・ブラザース・ピクチャーズとの映画配給契約も維持している。アイオン・テレビジョンで放送されているシリーズ（2015年10月現在）は『キャッスル 〜ミステリー作家は事件がお好き』『クリミナル・マインド FBI行動分析課』『ロー&オーダー』『LAW & ORDER:性犯罪特捜班』『LAW & ORDER:犯罪心理捜査班』『NUMBERS 天才数学者の事件ファイル』『BONES -骨は語る-』『ブルーブラッド 〜NYPD家族の絆〜』『リスナー 心を読む青い瞳』などのドラマが中心である。2014年の時点で、このネットワークの形式は主に1時間のドラマシリーズのマラソンブロックに特化しており、特定のシリーズの連続エピソードが1日2～16時間放送されている（その日のスケジュールに応じて、午前中と深夜の時間帯が少なくなる）。
このネットワークは、「Ion Television at the Movies（アイオン・テレビジョン・アット・ザ・ムービー）」というタイトルで1980年代から2000年代に公開された長編映画を放送しており、日曜の午後と夕方のスケジュールの大部分を占めている（祝日をテーマにしたテレビ映画は、暦週のどの祝日に該当するかに関係なく、感謝祭とクリスマスの間の週末、及びクリスマスイブとクリスマス当日にも、エンターテインメント番組の日中ずっと放送される）。アイオン・テレビジョンは、プライムタイムのラインナップ中、特に映画上映中に、主に特集番組のコマーシャル時間内で企業の製品を宣伝するために使用されるライフスタイルコーナー「Ion Lounge（アイオン・ラウンジ）」として知られる短いホストコーナーを放送することがある。
最近、アイオン・テレビジョンは、『名探偵モンク』、『サイク/名探偵はサイキック?』、『Married with Children』など、限られた数のコメディまたはコメディドラマシリーズをスケジュール内で繰り返し放送し、不規則なスケジュールのため、深夜の映画プレゼンテーションのテレビ放送前（後続の映画が少なくとも2時間半上映される場合は、通常、中部時間10:00からの30分間）にスケジュールの隙間を埋めるために特定の機会に30分のホームコメディを使用した。ネットワークは2015年1月にシリーズコンテンツの一部としてドラマに特化したものに移行したが、「Ion Television at the Movies」ブロック内で放送される厳選された長編映画の形でコメディ番組も引き続き放送している。
主にシンジケート化された番組を運営するアイオンの手法は、ヨーロッパ、カナダ、ラテンアメリカ、アジア、オーストラリアで使用されている放送の国際モデルと非常によく似ている。これは、輸入番組とシンジケート化された番組をオリジナルの番組と混合するもので、デジタルマルチキャストサービス（特にMeTVやアンテナTVなどの取得した番組に特化したもの）、小規模な英語エンターテインメントベースのネットワーク（アメリカ・ワンなど）、PBSメンバー局、英語以外の言語で放送されるネットワーク（ユニビジョン、ユニマス、テレムンドなど）によるアメリカのテレビ放送でのみ使用されているモデルである。アメリカの主要な民間放送ネットワーク（ABC、NBC、CBS、FOX）は、そのネットワーク用に制作された初回放送番組を放送するが、シンジケート市場から番組を獲得する責任は、自社直営局や提携局に任せ、ネットワークや、該当する場合は地元で制作された番組に割り当てられていない時間を埋める役割を担う（The CWとマイネットワークTVは、形式がアイオン・テレビジョンに似ているが、取得した番組がプライムタイムにはサービスによって提供され、それ以外の時間には放送局によって提供されるため、両方のモデルの要素が混合されている）。単にネットワークに加盟しているだけの限られた数の非イオン所有局（旧：ルイビルアウトレットのWBNAなど）では、追加のローカルまたはシンジケート番組を放送しており、場合によっては、アイオンのマスタースケジュール内の特定の番組を先取りすることがある。
2017年末の時点で、アイオン・テレビジョンは『Major Crimes 〜重大犯罪課』と『NCIS:LA 〜極秘潜入捜査班』を導入するシンジケート権の購入を開始し、ABCシリーズ『マーベルズ・エージェント・オブ・シールド』（2017年から2019年のみ放送）としてラインナップに加わり、カナダのシリーズ『プライベート・アイズ』は、『フォーリング スカイズ』、『フラッシュポイント -特殊機動隊SRU-』、『NUMBERS 天才数学者の事件ファイル』、『クローザー』に代わって、両方ともアイオン・テレビジョンのラインナップを開始した。

### 最近の番組取引
2006年、アイオン・メディア・ネットワークスはいくつかの番組契約を結んだ。そのうちの2件は大手番組供給会社との間で1週間以内に発表され、もう1件は特にオリジナル番組をアイオン・テレビジョンのラインナップに加えるものだった。2006年6月27日、アイオン・メディアはワーナー・ブラザース・テレビジョン・ディストリビューションとの包括的な番組契約を発表し、同社が所有する映画及びテレビシリーズの放送権を獲得した。1週間後の2006年7月5日、アイオンは同様の契約を発表し、ソニー・ピクチャーズ テレビジョン（現：ソニー・ピクチャーズ・テレビジョン・スタジオ）が配給する映画及びシリーズの放送権を獲得した。同年9月から、両ライブラリーのシリーズ映画と長編映画がネットワークのプライムタイムスケジュールに組み込まれた（『Who's the Boss?』、『浮気なおしゃれミディ』『Mama's Family』『愉快なシーバー家』『農園天国』『素晴らしき日々』など）。ただし、これらの古いシリーズは、ネットワークがより新しいシリーズに移行した時に削除された。アイオンはまた、NBCユニバーサルと図書館コンテンツ契約を結び、『ロー&オーダー』などの番組へのアクセスが可能になった。
2008年9月、アイオン・テレビジョンはワーナー・ブラザース・テレビジョン・ディストリビューションと複数年の映画権利契約を結び、ワーナー・ブラザースとその関連スタジオの最新映画を放送した。一方、CBSテレビジョン・ディストリビューション（現：CBSメディア・ベンチャーズ）の3シリーズがスケジュールに追加された。2008年9月に『NCIS 〜ネイビー犯罪捜査班』がラインナップに加わり、2009年に『クリミナル・マインド FBI行動分析課』と『ゴースト 〜天国からのささやき』がアイオン・テレビジョンのラインナップに追加された。2009年1月、カナダのテレビドラマシリーズ『Durham County』の放映権を獲得したと発表した。同番組は1年も経たずに同ネットワークで放映された。
2011年1月21日、カナダのドラマシリーズ『フラッシュポイント』のアメリカテレビ放映権を獲得し、CBSが同シーズンの最初の8エピソードを放送した後、第4シーズンの最後の11エピソードの初回放送権と、現在及びそれ以降に制作された全てのエピソードの再放送の権利を与えられた。アイオン（及び番組の発信元であるカナダの放送局CTV）もシリーズを更新し、2012年秋に放送された第5シーズンと最終シーズンを放送した。
2011年7月、週末映画部門（当時は「Big Movie Weekend」と名付けられた）の一環として、スターズ・メディア（現：ライオンズゲート）が制作した6本の映画のテレビ放映権を取得した。映画は同年11月にこのネットワークで放映され始めた。アイオンはまた、USAネットワークシリーズ『サイク/名探偵はサイキック?』と『名探偵モンク』のシンジケート権をNBCユニバーサルから取得した。2つのシリーズはそれぞれ2011年末と2012年初めに放送を開始した。同じくNBCユニバーサルの『Dr.HOUSE』も2012年9月にこのネットワークに加わった。2011年9月、『ジョージ・ロペス』と『レバレッジ 〜詐欺師たちの流儀』のシンジケート権を取得した。『ジョージ・ロペス』は9月29日に放送が開始され、『レバレッジ 〜詐欺師たちの流儀』は2012年7月に初放送されたが、前者はその後ネットワークから削除され、後者はスケジュールを行ったり来たりを繰り返している。
2011年10月4日、カナダのドラマ『リスナー 心を読む青い瞳』の最初の2シーズンの2012年放送権を取得し、ショー・メディア（番組の発信元放送局であるグローバルの親会社）との契約により将来のシーズンのオプションも付けた。このシリーズは2014年3月までアイオン・テレビジョンのスケジュールに加わらなかったが、その時までにアイオンは番組の共同制作契約を結んでいた。2014年9月にエンターテインメント・ワンと同様の契約が成立し、アイオンは医療ドラマ『Saving Hope』（2012年夏にNBCでアメリカ初放送）のアメリカでの権利を獲得した。アイオンは2015年10月にシリーズの初回エピソードと再放送の放送を開始した。
2011年12月、2012年にデビューした『コールドケース 迷宮事件簿』のシンジケート権を取得した。2012年6月25日、『WWE・メインイベント』というタイトルの新しい1時間シリーズを水曜日夜に放送する契約をWWEと締結した。このシリーズは2012年10月3日にデビューし、2014年4月2日まで放送された。

### その他の番組

#### 子供向け番組
アイオン・テレビジョンが1998年にパックスTVとして開始される前に、同ネットワークは土曜日と日曜日朝に放送する『Freddy's Firehouse』と呼ばれる5時間の子供向け番組ブロックを制作するというDICエンターテイメントとの合意に達していた。代わりに、このアニメシリーズのブロックは1998年9月5日に『Cloud Nine』として開始され、羽の生えた10代の天使のトリオが登場し、ブロックの番組のブレイクを埋めるラップアラウンド・セグメントのホストを務め、その殆どはDICライブラリから提供された。『Cloud Nine』は1999年春に廃止され、『Pax Kids』というタイトルの新しいブロックに置き換えられた。パックスTVは2001年9月に『Pax Kids』ブロックを廃止し、その結果、子供向け番組を提供しなかったアメリカ初の主要商業放送ネットワークとなり、その後、2006年に子供向けブロックを復活させるまで、僅か2つしかなかった民間放送ネットワークのうちの1つとなった（UPNは、ブエナ・ビスタ・テレビジョンとの番組契約終了を受けて、2003年8月にディズニーズ・ワン・トゥーブロックを取り下げた後、最終的にこの区別に加わった）。
2006年9月15日、アイオン・テレビジョンは、アイオン・メディア・ネットワークス、NBCユニバーサル、コーラス・エンターテイメントのネルバナ部門、スコラスティック・メディア、クラシック・メディア、その子会社ビッグ・アイデア・プロダクションズの提携により、『Qubo on Ion Television』と呼ばれる毎週の子供向け番組ブロックを開始した。Quboブロックは2006年9月9日にNBCとテレムンドで初放送され、NBCのQuboブロックは当初金曜日の午後にアイオン・テレビジョンで再放送されていた（2010年まで大手民間放送ネットワークが放送する最後の平日午後の子供枠となる）。2015年1月4日、アイオンのQuboブロックは日曜日午前への移動と同時に、『Qubo Kids Corner』として再スタートした。前述したように、スクリップスは、Quboチャンネルの閉鎖後、将来的にアイオン・テレビジョンのE/I要件を満たすために他のシンジケート番組を購入する予定である。

#### スポーツ
このネットワークはこれまでに、カンファレンスUSAのカレッジフットボールの試合（カレッジ・スポーツ・テレビジョン制作）、女子ユナイテッドサッカー協会のサッカーの試合、リアルプロレスリング（演劇ベースのリングスポーツよりもアマチュアのフォームに似ている）、ゴルフのチャンピオンズツアー、パラリンピック、そして『BodogFight』の毎週の総合格闘技番組など、特定のスポーツイベントを放送してきた。本拠地であるフロリダ州では、このネットワークの放送局は2000年代後半まで、メジャーリーグベースボールのタンパベイ・レイズとマイアミ・マーリンズ（各チームのテリトリーにより区切られる）の多くの試合を実況中継する州全体のチェーンとしての役割を果たしてきたが、その後、ケーブルテレビのFOXスポーツ・フロリダ/サン（現：バリー・スポーツ・フロリダ/サン）は両チームの独占的権利を獲得した。
アイオン・テレビジョンは、2007年9月16日から2008年1月5日まで土曜日の夕方にNFLフィルムズの毎週のハイライト番組『NFLフィルムズ・ゲーム・オブ・ザ・ウィーク』を放送し、初回放送では2007年9月9日のニューヨーク・ジャイアンツ対ダラス・カウボーイズの試合に焦点を当てた。このシリーズは2008年秋シーズンまで更新されなかった。アイオンはまた、2008年3月に放送が開始される予定だった試合をテレビ放映する権利をアメリカインドアフットボール協会から取得した。しかし、試合のプロデューサーは生放送を提供しなかったため、契約は打ち切られた。
2010年12月28日、アイオン・テレビジョンは1月1日のペイ・パー・ビュー・イベントUFC 125の前哨戦を放送する契約をアルティメット・ファイティング・チャンピオンシップと締結した。アイオンは、FOXと独占番組契約を結ぶ前の2011年後半にも、UFC 127とUFC 140の前哨戦を放送した。
2023年4月20日、アイオン・テレビジョンは、その年のレギュラーシーズンから金曜日夜（「WNBA Friday Night Spotlight on ION」というブランド名）にダブルヘッダーの試合を15週間放送するという複数年契約を女子全米バスケットボール協会（WNBA）と締結した。これは、2011年以来アイオンが実施する初の全国スポーツ放送となり、アイオンとグループの地元テレビ局のスポーツイベントを獲得するために2022年12月にE・W・スクリップス・カンパニーによって設立されたスクリップス・スポーツにとって初のテレビ契約となる。この協定はまた、地域のWNBAチームが関与する試合について、選択されたアイオンO&Oに地域の権利を付与し、放送局はティップオフ時間に応じて早朝または深夜の放送枠で放送することができる。

## 提携局
2020年10月現在の時点で、アイオンは64の直営放送局を持ち、さらに36の州とコロンビア特別区を含む9つのテレビ局と現在及び保留中の提携契約を結んでいる。このネットワークは、アメリカの全世帯の60.63%（または少なくとも1台のテレビを所有する1億8,945万3,097人のアメリカ人）に全国的に到達すると推定されている。アイオン・テレビジョンは、アメリカの民間放送ネットワークの中で最も多くの直営局を有しており、アメリカの65.1%に達している（連邦通信委員会のカバレッジベースの国別所有権制限である39%を大幅に上回っている）。また、ヨーロッパや、カナダ、ラテンアメリカ、アジア、オーストラリアの多くの商業放送ネットワークの所有モデルと同様に、その放送局がほぼ独占的にネットワーク所有局で構成されている唯一のアメリカの商業放送ネットワークでもあり、また、より拡大的には、アメリカに本拠を置く多くの宗教放送ネットワークも同様である。
アイオンの番組は、デフォルトでは、地元のアイオン放送局を持たない市場の有料テレビ プロバイダーに直接配信される全国フィードを通じて利用できる（これは、大手ネットワークとは対照的である。大手ネットワークでは、FCC規制に基づき、地元の無線提携局が存在しない場合、プロバイダーが直営放送局または提携放送局を近くの市場から輸入することが許可されている）。一部の市場では、ディレクTVは、ネットワークの全国規模の修正フィードの「プレースホルダー」サイマルキャストを伝送する（例えば、ロサンゼルス地域の視聴者は、ローカルO&OのKPXN-TV経由でチャンネル30と306の両方でアイオンを視聴できる。ニューヨーク市では305以外にチャンネル31のWPXNで視聴できる）。
早朝以外にスクリップスまたはインヨーが所有するアイオン放送局がある殆どの市場では、テレビ放送局でネットワークが放送されていることを示す唯一の兆候は、毎正時の画面下部に自動生成され、サブチャンネル全体で繰り返される、コールレター、放送地域免許、州の略称が含まれる小さな放送局識別情報が表示されることである。

### 主要な市場の不在と放送局の奇妙さ
アイオンはいくつかの主要市場に無線放送局を持っていない。
このネットワークの全国放送範囲を制限した2つの主な要因は、主要な民間放送ネットワーク（ABC、NBC、CBS、FOX）とは異なり、アイオンが、2015年11月にメディア・ゼネラルと複数局合意に達するまで、デジタルテレビ移行後の5年間、他のネットワーク加盟局のデジタルサブチャンネルでの地上波配信を積極的に模索していなかったことである（ただし、ネバダ州ラスベガス、アリゾナ州ツーソン、カリフォルニア州フレズノでは、これらの市場でテレムンド直営局との契約による限定的な例外を除く）。この契約が成立するまでは、長い間、契約上このネットワークの番組を放送する放送局は殆どなかった（ケンタッキー州ルイビルやアラスカ州アンカレッジなどの限られた例外を除く）。その結果、アイオン・メディア・ネットワークスは、アイオン・テレビジョンの関連組織内の放送局の大部分と、共同所有のマルチキャストサービスであるQubo Channel及びアイオン・ライフの放送局の大部分を所有している。
ピッツバーグでは、WPCB-TVを買収し、二次PBSメンバー局WQEXと交換するというパクソンによる契約が連邦通信委員会によって承認されたが、2000年の論争でWPCB-TVの所有者であるコーナーストーン・テレビジョンによって拒否された。パクソンの後継者であるアイオン・メディア・ネットワークスが、後にアイオンO&OのWINP-TVとして商業ライセンスを取得したアウトレットに変わったWQEXの買収に成功したのは2010年11月になってからだった。シャーロットでは、独立局のWAXN-TVが1998年から2000年までパックスTVとして存続していた間、ネットワークによって一部の番組を放送していたが、正式な提携を維持することはなかった。FOXテレビジョン・ステーションズとの合意に基づき、アイオンは2016年9月29日に当時の直営局WJZYの4番目のデジタル副搬送波に追加された。シャーロットのアイオンは後にWJZY-TVのDT6フィードに移動した。
セントルイスはかつて、イリノイ州マウントバーノン近くにあるO&OのWPXSの低電力中継機を経由してネットワークを受信していた。2013年12月、アメリカ合衆国破産裁判所は、イーストセントルイスに本拠を置くマイネットワークTV提携局WRBUとその姉妹局であるサウスカロライナ州コロンビアのCW提携局WZRB、インディアナ州エバンズビルの元CW提携局WAZE-LPを受益者となるアイオン・メディア・ネットワークス（ロバーツが2011年に申請した連邦破産法第11章の債権者）との信託に譲渡するロバーツ・ブロードキャスティングの債権者による計画を承認した。その後、ロバーツの弁護士は、アイオンが3つの放送局を購入すると述べた。WZRBとWRBUは2014年2月にアイオンに切り替えた（ただし、WZRBはマイネットワークTV提携局WKTCが3月に番組サービスに参加するまで、CWとの二次提携を維持した）。WRBUは、アイオンO&Oになると同時にマイネットワークTVを廃止した（マイネットワークTVは、CBS提携局KMOVが加盟局として機能する3番目のデジタルサブチャンネルを開始した2014年11月までセントルイスに戻らなかった）。WAZE-LPは、デジタル送信施設の建設に失敗して前年に経営破綻したため、買収当時は停波していたが、最終的にアイオンは、代わりにCW提携局WTVWのサブチャンネルを利用して、その地域にあるネクスター・メディア・グループのクラスターとの提携契約を決定した。
通常、別個の市場として扱われるニューヨーク州バッファローとロチェスターは、両都市の中心部に位置し、バタビアにライセンス供与されているアイオン提携局のWPXJ-TVを共有している。同様のケースは、ミシガン州グランドラピッズ市場とランシング市場の両方にサービスを提供する、バトルクリークの認可を受けたWZPX-TVに関するものである（デジタル時代までは両市場に放送局がなかったため、珍しくWBの第二提携局としても機能していた）。さらに、アナーバーの認可を受けたWPXD-TVも、2012年に信号をデトロイト郊外のサウスフィールドにある新しい送信機に移す前に、かつてはランシングに同等の無線信号を提供していた。
さらに、他のいくつかの市場では、アイオンの前任者は別の英語またはスペイン語のネットワークに所属するために別のテレビ局グループに売却され、チャンネルスペースの不足またはネットワークへの関心により、アイオンは他の放送局のデジタルサブチャンネルで放送する契約に達するまで、それらの市場の殆どに再び登場することはなかった。これらには次のものが含まれる。
- ニューメキシコ州アルバカーキ：KAPX（現：ユニマス（英語版）直営局KTFQ（英語版）、アイオンはKWBQ（英語版） 19.4に）
- ウィスコンシン州バラブー（英語版）：W43BR（英語版）（現：ファミリー・チャンネル（英語版）提携局、アイオンはWIFS（英語版） 57.9でマディソンに）
- ルイジアナ州バトンルージュ：WLFT-CD（英語版）（現：宗教独立局（英語版）、アイオンはWVLA（英語版） 33.3に）
- イリノイ州シャンペーン - スプリングフィールド：WPXU（現：CW提携局WBUI（英語版）、アイオンはWAND（英語版） 17.3に）
- バージニア州シャーロッツビル：WADA-LP（現：WVIR-CD（英語版）（NBC提携局WVIR-TV（英語版）の中継局）、アイオンはWCAV（英語版） 19.4に）
- カリフォルニア州フレズノ - バイセイリア：KPXF（現：ユニマス直営局KTFF（英語版）、かつてはKNSO 51.3に）
- アーカンソー州リトルロック：KYPX（現：MeTV（英語版）提携局KMYA（英語版）、アイオンはKARZ（英語版） 42.3）
- アラバマ州モンゴメリー：WBMM（英語版）（最初はデイスター（英語版）に切り替えられ、現：CW提携局、アイオンはWAKA（英語版） 8.3に）
- ネバダ州リノ：KREN（英語版）（現：ユニビジョン提携局、アイオンはKTVN（英語版） 2.3に）
- ルイジアナ州シュリーブポート：KPXJ（英語版）（現：CW提携局、アイオンはKSHV（英語版） 45.3に）
- サウスダコタ州スーフォールズ：KAUN-LP（英語版）（現：Retro TV提携局、アイオンはKELO（英語版） 11.3に）
- アリゾナ州ツーソン：KUVE-DT（英語版）（現：ユニビジョン直営局だが、当時はKOLD 13.4で放送されていた。現：KGUN-TV（英語版） 9.5に）
- ネバダ州ラスベガス/パーランプ（英語版）：KPVM-LD（英語版）（現：独立局。元：KLAS-TVサブチャンネル、現：KMCC（英語版））
- プエルトリコ・サンフアン/アメリカ領ヴァージン諸島セント・クロイ島：WJPX（英語版）（現：アメリカ・テベ（英語版）提携局、アイオンはWSVI（英語版） 8に）

2015年11月、メディア・ゼネラルとアイオンは、アイオンにとって初めてのことであるライブ・ウェル・ネットワークの番組を置き換えるために、アイオン以外のO&O市場で標準解像度のデジタルサブチャンネルとしてアイオンのメインフィードを追加する提携契約でメディア・ゼネラルの放送局と合意に達した。アイオンのサブチャンネルはテキサス州オースティン、コロラド州コロラドスプリングス、ウィスコンシン州グリーンベイ、インディアナ州ラファイエット、アイオワ州ダベンポート、ルイジアナ州ラファイエット、ミシガン州ランシング、バージニア州リッチモンド、マサチューセッツ州スプリングフィールド、カンザス州ウィチタなどの市場に追加された。これらの契約は、メディア・ゼネラルの放送局が2017年1月にネクスター・メディア・グループに統合された後も引き継がれ、WBAY-TVは引き続きグレイ・テレビジョンの所有下でアイオンを放送する。モーガン・マーフィー・メディアのウィスコンシン州の2つの放送局（マディソンのWISC-TVとラクロス - オークレアのWKBT-DT）は、2017年2月初めに3番目のサブチャンネルとしてネットワークの放送を開始した。このネットワークは、2016年末から2017年にかけて、中小規模市場への加盟範囲をさらに拡大し、アイオン・メディアはグレイ・テレビジョン、ハバード・ブロードキャスティング、ブロック・コミュニケーションズ、フォーラム・コミュニケーションズ、ハートランド・メディア、メレディス・コーポレーションなどの企業と追加契約を結び、これらのグループが所有及び/または運営する放送局のデジタルサブチャンネルでアイオン・テレビジョンを放送した。
2021年秋、スクリップスによるアイオン・メディアの買収により、アイオン・テレビジョンがアイオンの放送局ではなくサブチャンネル上にあったスクリップスの放送局との市場における外部契約を終了し始め、ネットワークはウィスコンシン州グリーンベイのWGBA-TV（WBAYとのサブチャンネル契約を終了）、アリゾナ州ツーソンのKGUN-TV（KOLD-TVより）、バージニア州リッチモンドのWTVR-TV（WRIC-TVから引き継ぎ）、テキサス州コーパスクリスティのKRIS-TV（KIIIより）、フロリダ州フォートマイヤーズ市場のWFTX-TV（かつては市場にアイオンの放送局が全く無かったため、ネットワークの最長不在期間を修正）のサブチャンネルとしてスクリップス所有放送局でアクティブ化された。
いくつかの市場では、放送局の放送地域免許は、市場の大都市圏の主要部分の外側にあると見なされる。このようなケースには、その地域のアイオンの直営放送局であるKPXM-TVがミネソタ州セントクラウド（ツインシティの北西60マイル (97 km)）に認可されているミネアポリス・セントポール都市圏、O&OのWPXD-TVがミシガン州アナーバー（デトロイトの西40マイル (64 km)）にライセンスされているが、そのデジタル送信所はサウスフィールドにあり、デトロイトのテレビ局の大部分がスタジオと送信施設を拠点としているデトロイト、O&OのWHPX-TVがコネチカット州ニューロンドン（南東40マイル (64 km)に位置）にライセンス供与されており、デジタル時代に送信所をファーミントンラトルスネーク山敷地に移転したハートフォード、O&OのWPXE-TVがケノーシャにライセンス供与されており、デジタル送信機がミルウォーキー北側のタワーファームに設置されているミルウォーキー（かつてのアナログ送信所は市の南、ラシーン郡にあった）が含まれる。クリーブランド市場では、アイオンはアクロンを拠点とし、1998年以前はABC提携局としてアクロン、カントン及びその近隣地域を対象としていたWVPX-TVで放送されている（当時は市場の既存のABC放送局のWEWSと競合していた）。

## 関連サービス

### 多重化
アイオン・テレビジョンの放送局は、デジタル放送テレビ信号を個別のサブチャンネルに分割する「多重化」を顕著に利用している。このネットワークの放送は通常、これらのデジタルサブチャンネルを最大6つ伝送し（通常、同じ信号で最大 4 つのチャネルを伝送する他のほとんどのフルパワー放送局とは対照的に）、それぞれが別のネットワークを放送する。単一の放送信号で複数のサブチャンネルを伝送することによって生じる帯域幅の制限により、一次アイオンネットワークフィードのみが高解像度で送信され、この動作モードはスクリップスの所有権の下に残る。少数のアイオン放送局は、FCCの2017年のスペクトル再割り当てオークションの後、他の放送局とチャンネル共有契約を結んでいますが、アトランタ地域の放送局WPXA-TVなどの他の放送局は、テレムンド提携局WKTB-CDなど、フルパワー信号を提供するために市場内の他の低電力放送局と契約している。

#### サブチャンネル

##### Qubo
Quboは、2007年1月8日に開局した子供向けテレビネットワークで、アイオン・テレビジョンの放送局の2番目のデジタルサブチャンネルで放送されている。その立ち上げは2006年5月8日に発表され、アイオン・メディア・ネットワークス、NBCユニバーサル、ネルバナ、スコラスティック・メディア、クラシック・メディア（現：ドリームワークス・クラシックス、後にNBCユニバーサルが所有）及びそのビッグ・アイデア・プロダクションズ部門は、マルチプラットフォームの子供向けエンターテインメントの取り組みとしてQuboを形成し、アイオン・テレビジョン、NBC、テレムンドの毎週の番組枠、及びデジタルケーブルプロバイダー向けビデオ・オン・デマンドサービスに拡張する計画を発表した。Quboは各パートナーの番組ライブラリのコンテンツをフィーチャーしているが、各企業がネットワーク向けに新しいシリーズを毎年制作するという初期の約束があった。その番組の殆どは2歳から11歳までの子供を対象としているが、深夜番組ブロック「Qubo Night Owl」（当初はQuboのパートナーとフィルメーションライブラリからのアニメシリーズを特集していたが、2013年8月以降は配給パートナーのみから供給されたアニメと実写のシリーズを組み合わせたものになった）はそれ以上のティーンエイジャーと大人を対象としている。
同ネットワークは2007年1月8日にデビューした。当初の形式は1日6回繰り返される4時間の番組で構成され、全ての番組が新しいチャンネル専用の番組だった。2010年までに、このチャンネルはより多くの番組を特集する、より伝統的なスケジュールを採用した。Quboの開局が保留された結果、2006年9月下旬に、iのO&O上のi二次フィードが反復プロモーションループに置き換えられた。NBCユニバーサル2012年にこの事業から撤退し、NBCと姉妹ネットワークのテレムンドは同年7月にQuboブロックをPBS Kids Sprout（現：ユニバーサル・キッズとなり、NBCユニバーサルの親会社であるコムキャストが一部所有している）が番組化した独自のE/I準拠の子供向けラインナップに置き換え、Quboのコンパニオン番組ブロックをアイオン・テレビジョンとアイオン・プラスのみに降格させた。アイオン・メディア・ネットワークスは、2013年にチャンネルの残りのパートナーの株式を取得したが、これらのパートナーは全てQuboとの販売パートナーシップを維持していた。
Qubo Channelの番組と、アイオン・テレビジョン及びアイオン・プラスのその関連ブロックが、アイオン直営放送局の全ての教育番組コンテンツを占めたため、ネットワークは他のサブチャンネルサービスで児童テレビ法ガイドラインに準拠した番組を放送する責任から解放された。
Quboは、アイオン・メディアがE・W・スクリップス・カンパニーに買収され、カッツ・ブロードキャスティングと合併した後、放送を終了した。

##### アイオン・プラス
アイオン・プラス（当初の名称は開局前は「iHealth」、2019年7月1日までは「Ion Life（アイオン・ライフ）」）は2007年2月19日に開局され、アイオン・テレビジョンの放送局の3番目のデジタルサブチャンネルで放送された。かつての形式では、同ネットワークは主に健康とライフスタイルの番組のほか、日曜日朝と特定の平日夜に長編映画を放送していた（これは主に、その親ネットワークが「Ion Television at the Movies」ブロックの一部として特定の月に放送予定のもので構成される）。一部のエクストリームスポーツ番組は、2014年7月まで週末の夜に放送されていた。アイオン・ライフの番組の大部分はカナダから輸入された番組で構成されているが、一部はアメリカで制作された番組もある。同ネットワークは当初、2013年まで24時間のエンターテインメントスケジュールを維持していたが、アイオン・ライフは午前中と正午の時間帯に限られた数のインフォマーシャルを追加した。2019年7月1日の時点で、「Ion Plus（アイオン・プラス）」にブランド変更され、メインのアイオンサービスの「事実上の」拡張機能として機能し、1シリーズの終日長時間のスケジュール設定と、有料番組の同じスケジュール設定が特徴である。
アイオン・プラスは、アイオン・メディアがE・W・スクリップス・カンパニーに買収され、2021年2月28日にカッツ・ブロードキャスティングと合併した後、地上波放送を終了したが、Samsung TV PlusやVizio WatchFreeなど、いくつかのAVODストリーミングサービスを通じて、広告サポート付きのビデオ・オン・デマンドネットワークとして放送され続けている。

##### アイオン・ショップ
2012年4月、アイオン・メディア・ネットワークスは「Ion Shop（アイオン・ショップ」（もともと2012年11月以前は「iShop」、それ以降は「ShopTV」だった。どちらも、デジタルテレビチューナーとコンバータボックスのPSIP識別子によってのみ使用されている名前である。チャンネル自体によって明示的にオンエアブランドが使用されたことはない）として知られる新しいサービスを開始した。ただし、アイオン直営の一部の放送局は、同年11月になって初めて同ネットワークの運用を開始した。アイオン・テレビジョンの直営局で4番目のデジタルサブチャンネルとして放送され、主に情報番組を放送していた。2013年6月まで、アイオン・ショップは朝と深夜の一部の時間枠でアイオン・ライフの番組のブロックも放送していた。
アイオン・ショップは2021年2月28日をもって運用を終了した。

##### アイオン・ミステリー
2022年2月24日、コートTVミステリー・ネットワークは「アイオン・ミステリー」にブランド変更され、「Ion」ブランドはアイオン・ミステリーの番組全体を含むプロシーデュアルドラマ全般に関してより確立された一方、コートTVはニュース部門との関連性がより高まった。

##### QVC Over the Air
2013年8月5日、チャンネルのテレビ放送範囲を拡大するためのQVCとアイオン・メディア・ネットワークスのパートナーシップの一環として、アイオン・テレビジョンは、直営放送局の殆どで5番目のデジタルサブチャンネルを介してケーブル及び衛星通信販売の配信を開始した。ネットワークは高解像度のサイマル放送フィードを維持するが、QVCは、チャンネル帯域幅を確保して一次アイオンネットワークフィードをHDで送信できるようにするために標準解像度で送信され、通常はレターボックスで表示されるSDフィードが4:3テレビに合わせて全画面に圧縮される（16:9セットのサブチャンネルのウィンドウボックス化を防止）。QVCは、アイオン放送局でも放送されている一部の地域を含む、選択された地域の低電力テレビ局（主にアイオン・メディア・ネットワークスが所有していないテレビ局）のデジタルサブチャンネルでも放送されている。このチャンネルの放送サービスは「QVC Over the Air」としてブランド化されており、ネットワークの番組中に画面の右下隅に表示される画面上のバグが伴う。一部のアイオン加盟局はQVCの番組の放送を拒否しており、一部のアイオン・メディア所有局は、アイオンとの契約以前から存在していたQVCと他の放送局との間の提携協定により、同ネットワークを放送できない。このパートナーシップは、スクリップスの所有権とインヨー提携の下、多くの市場で引き続き有効だが、一部の放送局はカッツのネットワークを優先して2021年2月以降、同ネットワークの配信を終了した。

##### ホーム・ショッピング・ネットワーク
2013年11月18日、アイオン・テレビジョンは、チャンネルの放送範囲を拡大するためのアイオン・メディア・ネットワークス（かつてはどちらもローウェル"バド"パクソンによって管理されていた）との提携の一環として、殆どの直営放送局で6番目のデジタルサブチャンネルを介してホーム・ショッピング・ネットワーク（HSN）の放送を開始した。HSNは高解像度のサイマル放送フィードを備えているが、QVCを16:9 SDまたはHDで伝送するのを妨げる同じデジタル多重化制限により、HSNはアイオン放送局によって標準解像度で送信される。HSNは、創設以来、アメリカ全土で広く無線で利用可能であり、1998年にシルバー・キング・ブロードキャスティング（Silver King Broadcasting）グループがUSAブロードキャスティングに再編される前にネットワークが所有していた放送局を通じて（そのうちのいくつかは総合エンターテインメントの独立系アウトレットに転換され、後にユニビジョン・コミュニケーションズに売却され、現在のユニマスネットワークのチャーター放送局を形成した）、またアイオンとのサブチャンネルリース契約の直前には主に低電力テレビ局で視聴可能だった。HSNは、アイオン放送局もネットワークを伝送する一部の市場の低電力局で伝送されるが、両方のネットワークが存在するいくつかの地域では、HSNの番組は既存の提携局のみが独占的に提供する（アトランタなどでは、WPXA-TVがタイムリース契約に基づいてテレムンド提携局のWKTB-CDをDT6サブチャンネルでサイマル放送し、W13DQ-DがHSNを伝送する）。一部のアイオン提携局はHSNの番組の放送を拒否しており、一部のアイオン・メディア所有局は、アイオンとの契約以前から存在していたHSNと他の放送局との間の提携協定により、同ネットワークを放送できない。このパートナーシップは、スクリップスの所有権とインヨー提携の下、多くの市場で引き続き有効だが、一部の放送局はカッツのネットワークを優先して2021年2月以降、同ネットワークの配信を終了した。

### 全国フィード
個別の全国フィード（以前は「i Plus」または「Ion Plus」として知られていた）が、ディッシュ・ネットワーク、ディレクTV、コムキャスト、チャーター・コミュニケーションズなどの有料テレビプロバイダーで利用できるようになった。別の広告サポート付きビデオ・オン・デマンドフィードも、メインネットワークで放送される有料番組の代わりにアイオン・ライフから供給された番組を特集するSamsung TV Plus、Vizio WatchFree、Xumo、Tubi、Freevee、The Roku Channel、TCL ChannelなどのいくつかのAVODストリーミングサービスを通じて利用できる。アイオン・ライフの開始に先立ち、アイオン・プラスフィードでは、削除されたパックスオリジナル番組（『Miracle Pets』『ビート・ザ・クロック』など）の再放送のほか、パブリックドメインの映画やシットコムエピソードが放送されていた（『I Married Joan』や『じゃじゃ馬億万長者』など）。ネットワークのブランド名が「i」に変更された後、2005年9月頃まで、フィードではパックスの名前とバグが使用されていた。しかし、アイオンが現在のスケジュールに再び重点を置き、地元広告の重視を弱めるにつれて、全国有料テレビのフィードは放送局識別の欠如を除いて事実上アイオンのメインフィードを繰り返している。

## アイオンと他の放送ネットワークの違い
アイオンは大手ケーブルネットワークと同様の番組戦略を採用しており、スケジュールの大部分は、買収された放送及びケーブルドラマシリーズ、少数のオリジナル番組、ホリデー映画やその他のオリジナル映画、主に大手映画スタジオから調達された劇場公開映画によって埋められており、エンターテインメント番組スケジュールは毎日の放送スケジュールの18時間を占めている。アイオン・テレビジョンは、他の放送ネットワークとは異なり、自社の直営局や提携局が日中及び深夜の時間帯にシンジケート番組を放送することを必ずしも許可しているわけではない。
アメリカでは、シンジケート番組がローカルネットワーク加盟及び独立局の収入の大部分を占めている。残りは、ネットワーク番組（ネットワークと提携している放送局）、ニュース番組またはその他の地元で制作された番組（放送局が放送している場合）、及びインフォマーシャルである。有料番組はかつて（2008年以前）、アイオンのスケジュールの比較的大きな部分を占めていたため、それが主な収入源となるという利点がある。ただし、これは欠点でもある。アイオンはこれまでホームコメディやドラマよりもインフォマーシャルに依存していたためである。テレビシリーズのスポンサーは、主なコンテンツがインフォマーシャルやその他の有料番組である放送局では、自分たちのメッセージが失われるのではないかと懸念することがよくある。アイオン・テレビジョンの主に有料番組への依存は、同ネットワークがエンターテインメント番組を昼と深夜の時間帯に拡大し、特に後にインフォマーシャル専用のサブチャンネルサービスのアイオン・ショップを創設した結果、2000年代後半以降減少した。アイオン・テレビジョンの放送局には地元で制作された番組もない。殆どの放送局は、ブランド名が「i」に変更されるまで、他のローカルネットワーク加盟局のニュース番組を放送しており、独自の地域問題番組も制作していた。しかし、その後、ローカル番組はアイオンのO&O及び提携局の殆どで事実上存在しなくなり、2019年のFCCによるメインスタジオ規則の廃止により完全に廃止された。
事実上、この廃止により、アイオン・メディアはいかなる形であれ「スタジオ」を維持する責任からも解放された。殆どの放送局は、放送局の公開ファイルを備えた低価格のオフィススイートにすぎず、ゼネラルマネージャーが担当する電話機は、ネットワークの現地代表として、多くの場合、複数のアイオン放送局を担当する放送エンジニアと共に視聴者と地元の有料テレビプロバイダーに応答する責任のみを負っていた（テレビ局にスタッフを配置するには、少なくともエンジニアとゼネラルマネージャーの2人の従業員が必要となる規則）。現在、別のスクリップス放送局との市場に参加しており、その放送局のエンジニアもアイオン放送局に対して同じ職務を実行している。
過去には、デジタルマルチキャスト以前の結果として、アイオンと別の小規模ネットワーク（アメリカ・ワンなど）の両方との二重提携を維持する少数の放送局（ミシシッピ州パスカグーラの元提携局WKFK-LDなど）があった。2006年初頭、テネシー州メンフィス（WPXX-TV）、サウスダコタ州ラピッドシティ（KKRA-LD）、ノースカロライナ州グリーンビル（WEPX-TV、及びノースカロライナ州ジャクソンビルのサテライト局WPXU-TV）の「i」放送局が2006年9月にマイネットワークTVの番組を追加すると発表され、マイネットワークTVのスケジュールを保持するという放送局の番組約束により、プライムタイムの「i」番組が先取りされることになった。この打撃は、「i」がニューメキシコ州、ニューヨーク州、イリノイ州のいくつかの提携局を完全に失った後に起こった（ただし、ニューヨーク州の放送局、プラッツバーグのWWBI-LPは、提携変更を伴う売却が失敗した後、その後同ネットワークに再参加した）。
2009年9月下旬、アイオン・メディア・ネットワークスがフリン・ブロードキャスティング（Flinn Broadcasting）からWPXXとWEPX/WPXUを買収してから1年後、これらの放送局はアイオン・テレビジョンのフルタイム放送を再開したが、番組サービスへの転換によりネットワークが既存の提携契約を終了した結果、マイネットワークTVとの提携を解消した。NBC提携局WITN-TVは、ノースカロライナ州グリーンビル市場のマイネットワークTV提携を引き継ぎ、デジタルサブチャンネルに置いた一方、メンフィスのCW提携局WLMTはWPXXの代わりに『WWEスマックダウン』のみを取り上げた（同局は2011年からMeTVとの二重提携でデジタルサブチャンネルにマイネットワークTVを追加したが、最終的には2016年に提携を解消し、2021年までKPMF-LDのままとなり、近くのアーカンソー州ジョーンズボロ市場にライセンスされているが、メンフィス北部のWLMTと同じ塔から送信している）。